# Список астероїдів (12701—12800)
| Назва                                | Тимчасове позначення | Дата відкриття    | Місце відкриття                   | Відкривач                                |
| ------------------------------------ | -------------------- | ----------------- | --------------------------------- | ---------------------------------------- |
| 12701 Шеньєр (Chenier)               | 1990 GE              | 15 квітня 1990    | Обсерваторія Ла-Сілья             | Ерік Вальтер Ельст                       |
| (12702) 1990 SR6                     | 1990 SR6             | 22 вересня 1990   | Обсерваторія Ла-Сілья             | Ерік Вальтер Ельст                       |
| (12703) 1990 SV13                    | 1990 SV13            | 23 вересня 1990   | Обсерваторія Ла-Сілья             | Анрі Дебеонь                             |
| 12704 Туполєв (Tupolev)              | 1990 SL28            | 24 вересня 1990   | КрАО                              | Журавльова Людмила Василівна, Ґ. Кастель |
| (12705) 1990 TJ                      | 1990 TJ              | 12 жовтня 1990    | Обсерваторія Сайдинг-Спрінг       | Роберт Макнот                            |
| (12706) 1990 TE1                     | 1990 TE1             | 15 жовтня 1990    | Обсерваторія Ґейсей               | Тсутому Секі                             |
| (12707) 1990 UK                      | 1990 UK              | 20 жовтня 1990    | Обсерваторія Ніхондайра           | Такеші Урата                             |
| 12708 Ван Стратен (Van Straten)      | 1990 UB4             | 16 жовтня 1990    | Обсерваторія Ла-Сілья             | Ерік Вальтер Ельст                       |
| 12709 Берґен оп Зом (Bergen op Zoom) | 1990 VN4             | 15 листопада 1990 | Обсерваторія Ла-Сілья             | Ерік Вальтер Ельст                       |
| 12710 Бреда (Breda)                  | 1990 VQ5             | 15 листопада 1990 | Обсерваторія Ла-Сілья             | Ерік Вальтер Ельст                       |
| 12711 Tukmit                         | 1991 BB              | 19 січня 1991     | Паломарська обсерваторія          | Жан Мюллер                               |
| (12712) 1991 EY3                     | 1991 EY3             | 12 березня 1991   | Обсерваторія Ла-Сілья             | Анрі Дебеонь                             |
| (12713) 1991 FY3                     | 1991 FY3             | 22 березня 1991   | Обсерваторія Ла-Сілья             | Анрі Дебеонь                             |
| 12714 Alkimos                        | 1991 GX1             | 15 квітня 1991    | Паломарська обсерваторія          | Керолін Шумейкер, Юджин Шумейкер         |
| 12715 Ґодін (Godin)                  | 1991 GR2             | 8 квітня 1991     | Обсерваторія Ла-Сілья             | Ерік Вальтер Ельст                       |
| 12716 Делфт (Delft)                  | 1991 GD8             | 8 квітня 1991     | Обсерваторія Ла-Сілья             | Ерік Вальтер Ельст                       |
| (12717) 1991 HK                      | 1991 HK              | 16 квітня 1991    | Обсерваторія Дінік                | Ацуші Суґіе                              |
| 12718 Ле Жантіль (Le Gentil)         | 1991 LF1             | 6 червня 1991     | Обсерваторія Ла-Сілья             | Ерік Вальтер Ельст                       |
| 12719 Пінгре (Pingre)                | 1991 LP2             | 6 червня 1991     | Обсерваторія Ла-Сілья             | Ерік Вальтер Ельст                       |
| (12720) 1991 NU3                     | 1991 NU3             | 6 липня 1991      | Обсерваторія Ла-Сілья             | Анрі Дебеонь                             |
| (12721) 1991 PB                      | 1991 PB              | 3 серпня 1991     | Обсерваторія Кійосато             | Сатору Отомо                             |
| 12722 Петрарка (Petrarca)            | 1991 PT1             | 10 серпня 1991    | Обсерваторія Ла-Сілья             | Ерік Вальтер Ельст                       |
| (12723) 1991 PD10                    | 1991 PD10            | 7 серпня 1991     | Паломарська обсерваторія          | Генрі Гольт                              |
| (12724) 1991 PZ14                    | 1991 PZ14            | 6 серпня 1991     | Паломарська обсерваторія          | Генрі Гольт                              |
| (12725) 1991 PP16                    | 1991 PP16            | 7 серпня 1991     | Паломарська обсерваторія          | Генрі Гольт                              |
| (12726) 1991 PQ16                    | 1991 PQ16            | 7 серпня 1991     | Паломарська обсерваторія          | Генрі Гольт                              |
| 12727 Кавендіш (Cavendish)           | 1991 PB20            | 14 серпня 1991    | Обсерваторія Ла-Сілья             | Ерік Вальтер Ельст                       |
| (12728) 1991 RP1                     | 1991 RP1             | 10 вересня 1991   | Обсерваторія Дінік                | Ацуші Суґіе                              |
| 12729 Берґер (Berger)                | 1991 RL7             | 13 вересня 1991   | Обсерваторія Карла Шварцшильда    | Ф. Бернґен, Лутц Шмадель                 |
| (12730) 1991 RU8                     | 1991 RU8             | 11 вересня 1991   | Паломарська обсерваторія          | Генрі Гольт                              |
| (12731) 1991 RW12                    | 1991 RW12            | 10 вересня 1991   | Паломарська обсерваторія          | Генрі Гольт                              |
| (12732) 1991 TN                      | 1991 TN              | 1 жовтня 1991     | Обсерваторія Сайдинг-Спрінг       | Роберт Макнот                            |
| (12733) 1991 TV1                     | 1991 TV1             | 13 жовтня 1991    | Обсерваторія Кійосато             | Сатору Отомо                             |
| 12734 Харуна (Haruna)                | 1991 UF3             | 29 жовтня 1991    | Обсерваторія Кітамі               | Ацусі Такагасі, Кадзуро Ватанабе         |
| (12735) 1991 VV1                     | 1991 VV1             | 4 листопада 1991  | Обсерваторія Яцуґатаке-Кобутізава | Йошіо Кушіда, Осаму Мурамацу             |
| (12736) 1991 VC3                     | 1991 VC3             | 13 листопада 1991 | Обсерваторія Кійосато             | Сатору Отомо                             |
| (12737) 1991 VW4                     | 1991 VW4             | 10 листопада 1991 | Обсерваторія Кійосато             | Сатору Отомо                             |
| 12738 Сатосімікі (Satoshimiki)       | 1992 AL              | 4 січня 1992      | Окутама                           | Цуному Хіокі, Шудзі Хаякава              |
| (12739) 1992 DY7                     | 1992 DY7             | 29 лютого 1992    | Обсерваторія Ла-Сілья             | UESAC                                    |
| (12740) 1992 EX8                     | 1992 EX8             | 2 березня 1992    | Обсерваторія Ла-Сілья             | UESAC                                    |
| (12741) 1992 EU30                    | 1992 EU30            | 1 березня 1992    | Обсерваторія Ла-Сілья             | UESAC                                    |
| 12742 Деліль (Delisle)               | 1992 OF1             | 26 липня 1992     | Коссоль                           | Ерік Вальтер Ельст                       |
| (12743) 1992 PL2                     | 1992 PL2             | 2 серпня 1992     | Паломарська обсерваторія          | Генрі Гольт                              |
| (12744) 1992 SQ                      | 1992 SQ              | 26 вересня 1992   | Обсерваторія Дінік                | Ацуші Суґіе                              |
| (12745) 1992 UL2                     | 1992 UL2             | 21 жовтня 1992    | Обсерваторія Кані                 | Йосікане Мідзуно, Тошімата Фурута        |
| 12746 Юмеґінґа (Yumeginga)           | 1992 WC1             | 16 листопада 1992 | Обсерваторія Кітамі               | Масаюкі Янаї, Кадзуро Ватанабе           |
| 12747 Міхаґеферт (Michageffert)      | 1992 YN2             | 18 грудня 1992    | Коссоль                           | Ерік Вальтер Ельст                       |
| (12748) 1993 BP3                     | 1993 BP3             | 30 січня 1993     | Станція JCPM Якіїмо               | Акіра Наторі, Такеші Урата               |
| (12749) 1993 CB                      | 1993 CB              | 2 лютого 1993     | Обсерваторія Ґейсей               | Тсутому Секі                             |
| 12750 Бертолле (Berthollet)          | 1993 DJ1             | 18 лютого 1993    | Обсерваторія Верхнього Провансу   | Ерік Вальтер Ельст                       |
| 12751 Каміхаясі (Kamihayashi)        | 1993 EU              | 15 березня 1993   | Обсерваторія Кітамі               | Кін Ендате, Кадзуро Ватанабе             |
| 12752 Kvarnis                        | 1993 FR35            | 19 березня 1993   | Обсерваторія Ла-Сілья             | UESAC                                    |
| 12753 Повенмаєр (Povenmire)          | 1993 HE              | 18 квітня 1993    | Паломарська обсерваторія          | Керолін Шумейкер, Юджин Шумейкер         |
| (12754) 1993 LF2                     | 1993 LF2             | 15 червня 1993    | Паломарська обсерваторія          | Генрі Гольт                              |
| 12755 Балмер (Balmer)                | 1993 OS10            | 20 липня 1993     | Обсерваторія Ла-Сілья             | Ерік Вальтер Ельст                       |
| (12756) 1993 QE1                     | 1993 QE1             | 19 серпня 1993    | Паломарська обсерваторія          | Е. Гелін                                 |
| (12757) 1993 RY11                    | 1993 RY11            | 14 вересня 1993   | Обсерваторія Ла-Сілья             | Анрі Дебеонь, Ерік Вальтер Ельст         |
| 12758 Кабударі (Kabudari)            | 1993 SM3             | 22 вересня 1993   | Мерида (Венесуела)                | Орландо Наранхо                          |
| 12759 Джоуль (Joule)                 | 1993 TL18            | 9 жовтня 1993     | Обсерваторія Ла-Сілья             | Ерік Вальтер Ельст                       |
| 12760 Максвелл (Maxwell)             | 1993 TX26            | 9 жовтня 1993     | Обсерваторія Ла-Сілья             | Ерік Вальтер Ельст                       |
| 12761 Павелс (Pauwels)               | 1993 TP38            | 9 жовтня 1993     | Обсерваторія Ла-Сілья             | Ерік Вальтер Ельст                       |
| 12762 Надіявіттор (Nadiavittor)      | 1993 UE1             | 26 жовтня 1993    | Фарра-д'Ізонцо                    | Фарра-д'Ізонцо                           |
| (12763) 1993 UQ2                     | 1993 UQ2             | 19 жовтня 1993    | Паломарська обсерваторія          | Е. Гелін                                 |
| (12764) 1993 VA2                     | 1993 VA2             | 11 листопада 1993 | Обсерваторія Кушіро               | Сейджі Уеда, Хіроші Канеда               |
| (12765) 1993 VA3                     | 1993 VA3             | 11 листопада 1993 | Обсерваторія Кушіро               | Сейджі Уеда, Хіроші Канеда               |
| 12766 Пашен (Paschen)                | 1993 VV4             | 9 листопада 1993  | Коссоль                           | Ерік Вальтер Ельст                       |
| (12767) 1994 AS                      | 1994 AS              | 4 січня 1994      | Обсерваторія Оїдзумі              | Такао Кобаяші                            |
| (12768) 1994 EQ1                     | 1994 EQ1             | 10 березня 1994   | Обсерваторія Оїдзумі              | Такао Кобаяші                            |
| 12769 Кандакуренай (Kandakurenai)    | 1994 FF              | 18 березня 1994   | Обсерваторія Кітамі               | Кін Ендате, Кадзуро Ватанабе             |
| (12770) 1994 GF                      | 1994 GF              | 3 квітня 1994     | Обсерваторія Оїдзумі              | Такао Кобаяші                            |
| 12771 Кімшин (Kimshin)               | 1994 GA1             | 5 квітня 1994     | Обсерваторія Кітамі               | Кін Ендате, Кадзуро Ватанабе             |
| (12772) 1994 GM1                     | 1994 GM1             | 14 квітня 1994    | Обсерваторія Оїдзумі              | Такао Кобаяші                            |
| 12773 Лиман (Lyman)                  | 1994 PJ10            | 10 серпня 1994    | Обсерваторія Ла-Сілья             | Ерік Вальтер Ельст                       |
| 12774 Пфунд (Pfund)                  | 1994 PH22            | 12 серпня 1994    | Обсерваторія Ла-Сілья             | Ерік Вальтер Ельст                       |
| 12775 Брекетт (Brackett)             | 1994 PX22            | 12 серпня 1994    | Обсерваторія Ла-Сілья             | Ерік Вальтер Ельст                       |
| 12776 Рейнольдс (Reynolds)           | 1994 PT31            | 12 серпня 1994    | Обсерваторія Ла-Сілья             | Ерік Вальтер Ельст                       |
| 12777 Мануель (Manuel)               | 1994 QA1             | 27 серпня 1994    | Обсерваторія Плеяди               | Плініо Антоліні, Джованні Зонаро         |
| (12778) 1994 VJ1                     | 1994 VJ1             | 4 листопада 1994  | Обсерваторія Оїдзумі              | Такао Кобаяші                            |
| (12779) 1994 YA1                     | 1994 YA1             | 28 грудня 1994    | Обсерваторія Оїдзумі              | Такао Кобаяші                            |
| 12780 Саламоні (Salamony)            | 1995 CE1             | 9 лютого 1995     | Обсерваторія Садбері              | Денніс ді Сікко                          |
| (12781) 1995 EA8                     | 1995 EA8             | 12 березня 1995   | Обсерваторія Ондржейов            | Ленка Коткова                            |
| 12782 Мауерсбергер (Mauersberger)    | 1995 ED9             | 5 березня 1995    | Обсерваторія Карла Шварцшильда    | Ф. Бернґен                               |
| (12783) 1995 GV                      | 1995 GV              | 7 квітня 1995     | Обсерваторія Оїдзумі              | Такао Кобаяші                            |
| (12784) 1995 QE3                     | 1995 QE3             | 31 серпня 1995    | Обсерваторія Оїдзумі              | Такао Кобаяші                            |
| (12785) 1995 ST                      | 1995 ST              | 19 вересня 1995   | Чорч Стреттон                     | Стівен Лорі                              |
| (12786) 1995 SU                      | 1995 SU              | 19 вересня 1995   | Чорч Стреттон                     | Стівен Лорі                              |
| 12787 Абетадасі (Abetadashi)         | 1995 SR3             | 20 вересня 1995   | Обсерваторія Кітамі               | Кін Ендате, Кадзуро Ватанабе             |
| 12788 Сіґено (Shigeno)               | 1995 SZ3             | 22 вересня 1995   | Обсерваторія Наніо                | Томімару Окуні                           |
| 12789 Salvadoraguirre                | 1995 TX              | 14 жовтня 1995    | Обсерваторія Кітт-Пік             | Карл Гердженротер                        |
| 12790 Сернан (Cernan)                | 1995 UT2             | 24 жовтня 1995    | Обсерваторія Клеть                | Обсерваторія Клеть                       |
| (12791) 1995 UN4                     | 1995 UN4             | 20 жовтня 1995    | Обсерваторія Оїдзумі              | Такао Кобаяші                            |
| (12792) 1995 UL6                     | 1995 UL6             | 27 жовтня 1995    | Обсерваторія Оїдзумі              | Такао Кобаяші                            |
| (12793) 1995 UP8                     | 1995 UP8             | 30 жовтня 1995    | Обсерваторія Наніо                | Томімару Окуні                           |
| (12794) 1995 VL                      | 1995 VL              | 2 листопада 1995  | Обсерваторія Оїдзумі              | Такао Кобаяші                            |
| (12795) 1995 VA2                     | 1995 VA2             | 11 листопада 1995 | Станція Сінлун                    | SCAP                                     |
| 12796 Каменрайда (Kamenrider)        | 1995 WF              | 16 листопада 1995 | Обсерваторія Кума Коґен           | Акімаса Накамура                         |
| (12797) 1995 WL4                     | 1995 WL4             | 20 листопада 1995 | Обсерваторія Оїдзумі              | Такао Кобаяші                            |
| (12798) 1995 WZ4                     | 1995 WZ4             | 24 листопада 1995 | Обсерваторія Оїдзумі              | Такао Кобаяші                            |
| 12799 фон Зуттнер (von Suttner)      | 1995 WF6             | 26 листопада 1995 | Обсерваторія Клеть                | Обсерваторія Клеть                       |
| 12800 Обаясіарата (Oobayashiarata)   | 1995 WQ7             | 27 листопада 1995 | Обсерваторія Оїдзумі              | Такао Кобаяші                            |

| ← Астероїди 10001—20000 → |             |             |             |             |             |             |             |             |             |
| 10001—10100               | 11001—11100 | 12001—12100 | 13001—13100 | 14001—14100 | 15001—15100 | 16001—16100 | 17001—17100 | 18001—18100 | 19001—19100 |
| 10101—10200               | 11101—11200 | 12101—12200 | 13101—13200 | 14101—14200 | 15101—15200 | 16101—16200 | 17101—17200 | 18101—18200 | 19101—19200 |
| 10201—10300               | 11201—11300 | 12201—12300 | 13201—13300 | 14201—14300 | 15201—15300 | 16201—16300 | 17201—17300 | 18201—18300 | 19201—19300 |
| 10301—10400               | 11301—11400 | 12301—12400 | 13301—13400 | 14301—14400 | 15301—15400 | 16301—16400 | 17301—17400 | 18301—18400 | 19301—19400 |
| 10401—10500               | 11401—11500 | 12401—12500 | 13401—13500 | 14401—14500 | 15401—15500 | 16401—16500 | 17401—17500 | 18401—18500 | 19401—19500 |
| 10501—10600               | 11501—11600 | 12501—12600 | 13501—13600 | 14501—14600 | 15501—15600 | 16501—16600 | 17501—17600 | 18501—18600 | 19501—19600 |
| 10601—10700               | 11601—11700 | 12601—12700 | 13601—13700 | 14601—14700 | 15601—15700 | 16601—16700 | 17601—17700 | 18601—18700 | 19601—19700 |
| 10701—10800               | 11701—11800 | 12701—12800 | 13701—13800 | 14701—14800 | 15701—15800 | 16701—16800 | 17701—17800 | 18701—18800 | 19701—19800 |
| 10801—10900               | 11801—11900 | 12801—12900 | 13801—13900 | 14801—14900 | 15801—15900 | 16801—16900 | 17801—17900 | 18801—18900 | 19801—19900 |
| 10901—11000               | 11901—12000 | 12901—13000 | 13901—14000 | 14901—15000 | 15901—16000 | 16901—17000 | 17901—18000 | 18901—19000 | 19901—20000 |